# Comté de Park (Montana)
Pour les articles homonymes, voir Comté de Park.
Le comté de Park est un des 56 comtés de l’État du Montana, aux États-Unis. En 2010, la population était de 15 636 habitants. Son siège est Livingston.

## Géolocalisation
|                   | Comté de Meagher       |                                                          |
| Comté de Gallatin | Comté de Park          | Comté de Sweet Grass Comté de Stillwater Comté de Carbon |
|                   | Comté de Park, Wyoming |                                                          |

## Principales villes
- Clyde Park
- Livingston